# Vadim Anohin
Vadim Vladimirovici Anohin (rusă Вадим Владимирович Анохин, n. 2 ianuarie 1988, Kaluga) este un scrimer rus specializat pe spadă, membru lotului national a Rusiei.
A fost laureat cu aur pe echipe la Campionatul European de Scrimă pentru tineret din 2014 de la Tbilisi. La seniori, a câștigat Grand Prix-ul de la Doha din 2015.

## Legături externe
- ru  Profil la Federația Rusă de Scrimă
- en  Profil Arhivat în 8 decembrie 2015, la Wayback Machine. la Confederația Europeană de Scrimă